# Ashikaga Yoshiakira
En aquest nom japonès, el cognom és Ashikaga.
Ashikaga Yoshiakira (足利 義詮, 4 de juliol del 1330 - 28 de desembre del 1367) va ser segon shogun del shogunat Ashikaga. Va començar a governar el 1358 fins a la seva mort el 1367. Va ser fill del primer shogun Ashikaga Takauji.
Visqué la infantesa a Kamakura com a ostatge del clan Hōjō. Quan el seu pare va acabar amb el Shogunat Kamakura, Yoshiakira va ser alliberat.
Va succeir son pare, mort el 1358, i va ser succeït pel seu fill Ashikaga Yoshimitsu a començaments del 1368.